# Запорізька кондитерська фабрика
Запорізька кондитерська фабрика (аббр. ЗКФ) — підприємство в місті Запоріжжя, заснована у 1945 році. Знаходиться в Олександрівському районі.

## Історія
Свою діяльність фабрика почала 13 листопада 1945 року.
У 1946 році було розпочато виробництво карамелі на кондитерській фабриці на вулиці Артема, 7 та виробництво борошняних виробів на бісквітній фабриці на вулиці Чапаєва, 14. У 1947 році на кондитерській фабриці було створено цукерковий цех. У 1971 р. Бісквітну та кондитерську фабрики об’єднали в одне підприємство під назвою «Запорізька кондитерська фабрика імені 40-річчя КП (б) У».
З 1994 року фабрика була перетворена на ЗАТ, у 2000 році — на ВАТ, налагоджено виробництво понад 250 видів продукції, включаючи солодощі, печиво, вафлі, драже, халву, іриски, мармелад, тістечка тощо.
У 2014 році компанія Compagnie Cosmopolitaine De Finance (Люксембург) продала 24,5% акцій запорізької кондитерської компанії Solana Solutions (Британські Віргінські острови).

## Продукція
- Цукерки
- Карамель з різними ароматами і начинкою
- Печиво
- Вафлі «Артек» і «Десертні»
- Халва
- Кондитерські вироби в подарункових упаковках